# Darío Castrillón Hoyos
Darío del Niño Jesús Castrillón Hoyos (Medellín, 4 de julio de 1929-Roma, 17 de mayo de 2018) fue un arzobispo colombiano, nombrado cardenal en 1998. Se desempeñó como prefecto de la Sagrada Congregación para el Clero entre 1998 y 2006. Dirigió en la primera década del siglo XXI las conversaciones y negociaciones con la Hermandad San Pío X (FSSPX), y consiguió llevar a la Hermandad Sacerdotal San Juan Vianney (SSJV) a la plena comunión con la Sede de Roma. También fue gran prior de la Sagrada Orden Militar Constantiniana de San Jorge.

## Biografía

### Formación
Estudió en el seminario de Antioquia y de Santa Rosa de Osos. Luego, tras trasladarse a Roma, se doctoró en Derecho canónico en la Pontificia Universidad Gregoriana e hizo estudios de sociología en la Universidad de Lovaina, Bélgica. 

### Sacerdocio
Fue ordenado en la Basílica de los Santos Apóstoles de Roma como sacerdote para la diócesis de Santa Rosa de Osos, el 26 de octubre de 1952. Se desempeñó luego como vicario parroquial y colaboró en diversas iniciativas diocesanas: como Director de los Cursillos de Cristiandad, en la Juventud obrera católica, en la Legión de María, etc.
En 1966 fue nombrado secretario general de la conferencia episcopal de Colombia y asumió como catedrático de Derecho Canónico en la Universidad Libre con sede en Bogotá. Asimismo, participó como delegado en la II Conferencia General del Episcopado Latinoamericano de Medellín (1968).

### Episcopado
El 2 de junio de 1971 el papa Pablo VI lo nombra obispo titular de Villa del Rey y obispo coadjutor, con derecho a sucesión de la Diócesis de Pereira. Fue ordenado obispo el 18 de julio de ese mismo año. Asumió como obispo de Pereira el 1 de julio de 1976. En 1979 participó en la III Conferencia General del Episcopado Latinoamericano de Puebla. 
Fue secretario general del CELAM desde 1983 hasta 1987 y presidente del mismo organismo desde ese año hasta 1991 y colaborando en la IV Conferencia General del Episcopado Latinoamericano de Santo Domingo (1992).
El 16 de diciembre de 1992 fue nombrado Arzobispo de Bucaramanga.
El 15 de junio de 1996, el papa Juan Pablo II lo hizo Pro-prefecto de la Congregación para el Clero.

## Cardenalato
El 21 de febrero de 1998 fue nombrado cardenal en el séptimo Consistorio de Juan Pablo II y, dos días más tarde, Prefecto de la Congregación para el Clero, donde impulsó su modernización tecnológica promoviendo iniciativas como la página clerus.org y bibliaclerus.
El 14 de abril de 2000 fue nombrado por el papa Juan Pablo II Presidente de la Comisión Pontificia Ecclesia Dei. Se destaca en que bajo su administración se promulgó mediante el Motu Proprio Summorum Pontificum la libertad del uso del misal editado bajo el papa Juan XXIII ya que esta forma del rito romano nunca fue abrogada. El 31 de octubre de 2006 se retira de su cargo como prefecto de la Congregación para el Clero; no obstante, continúa trabajando en la Comisión Pontificia Eclessi Dei, con la que en 2008, antes de cumplirse los 20 años de la excomunión a Marcel Lefebvre, intentó un giro en la dirección de la Fraternidad Sacerdotal San Pío X al imponerles un ultimátum para reconciliarse con la Santa Sede.
El 8 de julio de 2009, el Santo Padre Benedicto XVI, acepta su renuncia como presidente de la Comisión Pontificia Ecclesia Dei por motivos de edad, tras haber cumplido 80 años de edad el 4 de julio, sucediéndole el Cardenal William Joseph Levada.
El 16 de abril de 2010, la revista francesa Golias dio a conocer una carta —fechada el 8 de septiembre de 2001— dirigida al obispo de Bayeux-Lysieux, Pierre Pican. El obispo había trasladado a la jurisdicción de la Santa Sede el caso de un sacerdote, René Bissey, que le había confesado haber cometido actos de pederastia; Bissey fue condenado a 18 años de cárcel en el año 2000. El obispo Pican no lo denunció a las autoridades civiles y comenzó el proceso canónico ante la Congregación para la Doctrina de la fe, tal como indica el documento Sacramentorum sanctitatis tutela de ese mismo año. Esto le costó al obispo un largo juicio por encubrimiento, juicio del que ese mismo mes había decidido no apelar la última sentencia (tres meses de cárcel condicional). En ese contexto, el cardenal —con la aprobación del entonces Cardenal Ratzinger y del papa Juan Pablo II según el mismo Castrillón indicó— escribió esa carta donde felicita al obispo Pican por defender el secreto sacramental con su acción, reconociendo además que los ordenamientos jurídicos de muchos países defienden este derecho de no atestiguar contra un pariente aunque no esté recogido el caso que considera análogo de la relación entre un obispo y sus sacerdotes. El portavoz de la Santa Sede, P. Federico Lombardi, al reconocer la autenticidad de la carta, remarcó la oportunidad de tratar todos los asuntos relacionados en un solo dicasterio, la Congregación para la Doctrina de la fe.

## Fallecimiento
El cardenal Darío Castrillón Hoyos murió el jueves 17 de mayo de 2018 en la ciudad de Roma, Italia. El anuncio fue dado a conocer por la Conferencia del Episcopado de Colombia. Su cuerpo llegó a Colombia la noche del 31 de mayo y al día siguiente fue sepultado, como él mismo lo había expresado, en la cripta de los obispos de la Catedral Metropolitana de Medellín tras una misa presidida por monseñor Ettore Balestrero, nuncio apostólico en Colombia, y concelebrada por numerosos obispos del país.